# Ostmarken Rundfunk AG

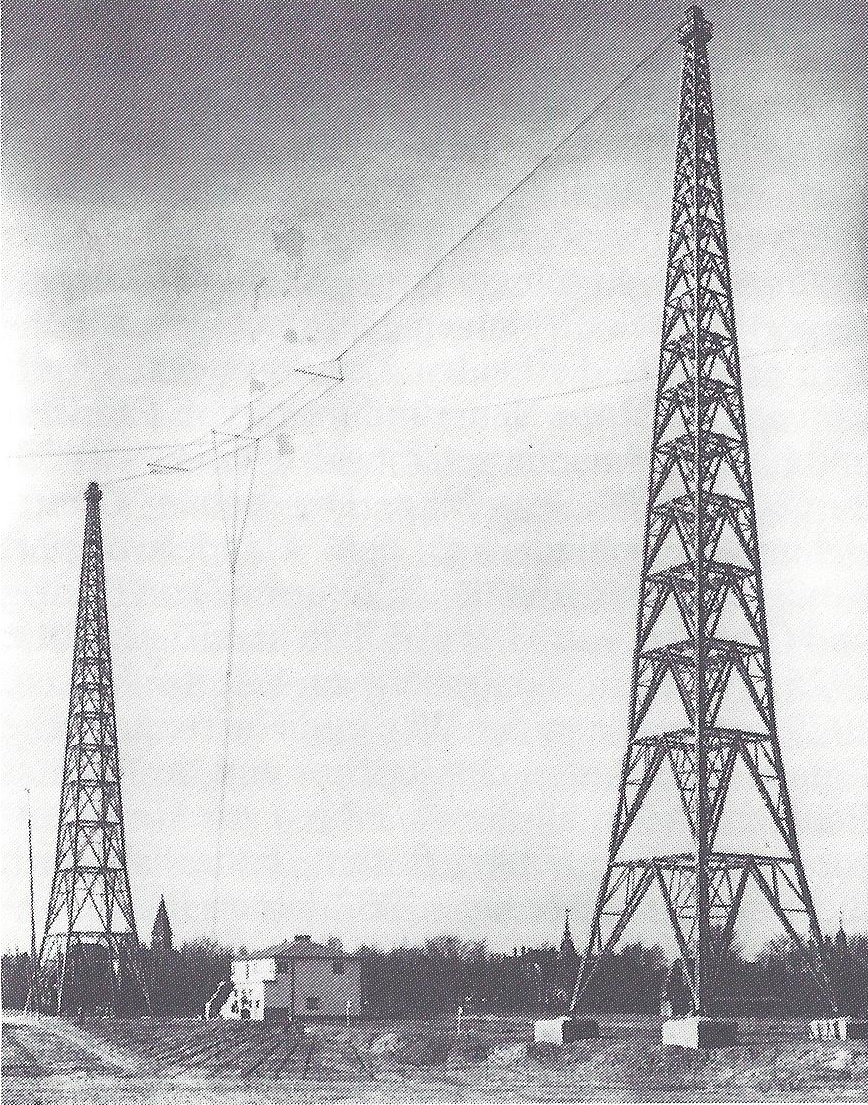
Der Sender Königsberg-Amalienau an der Alten Pillauer Landstraße in Königsberg

Die Ostmarken Rundfunk AG (ORAG) in Königsberg i. Pr. war eine Rundfunkanstalt in Ostpreußen. 1933 wurde sie von der Reichs-Rundfunk-Gesellschaft übernommen.

## Geschichte
Der Hörfunk war ein neues Element im Königsberger Kulturleben. Der Königsberger Rundfunk war eine Gründung des Kaufmanns Walter Zabel. Gegründet wurde der Ostmarken-Rundfunk als Aktiengesellschaft (ORAG) im Jahr der Königsberger Kant-Feier am 2. Januar 1924 in einer Baracke der Deutschen Ostmesse. Die Reichspost hielt 50 % der Stammaktien. Auf den Pregelwiesen vor dem Sackheimer Tor wurde der Sendermast mit einer Höhe von 45 m und einer Leistungsstärke von 0,5 Kilowatt errichtet. Der Sendebetrieb begann am 14. Juni 1924. Man erreichte trotz Werbeausstrahlungen und Messeinformationen nicht die profitable Zone. 1929 kaufte man im Auftrag der Stadt Königsberg von der Messegesellschaft die Anteile ab. Damit wurde die Stadt Königsberg Miteigentümerin der Ostmarken-Rundfunk AG. Damit war die ostpreußische Provinzhauptstadt die einzige deutsche Stadt, die einen eigenen Rundfunksender betrieb. 1933 ließ Eugen Hadamovsky die ORAG von der Reichs-Rundfunk-Gesellschaft übernehmen. In Königsberg wurde die Nachfolgeorganisation, der Reichssender Königsberg gegründet.

### Kooperation mit Danzig
Es bestand eine enge Kooperation mit dem Danziger Rundfunk (ab April 1934 Landessender Danzig; ab September 1939 teilweise auch Reichssender Danzig). Dieser wurde am 20. September 1926 eröffnet. Seine Sendeleiter waren ab 1926 Otto Normann, ab 1933 Joachim Schmidt, ab 1937 Reginald Buse, 1939 Wolfgang Diewerge und dann Carl-Heinz Boese.

## Programm

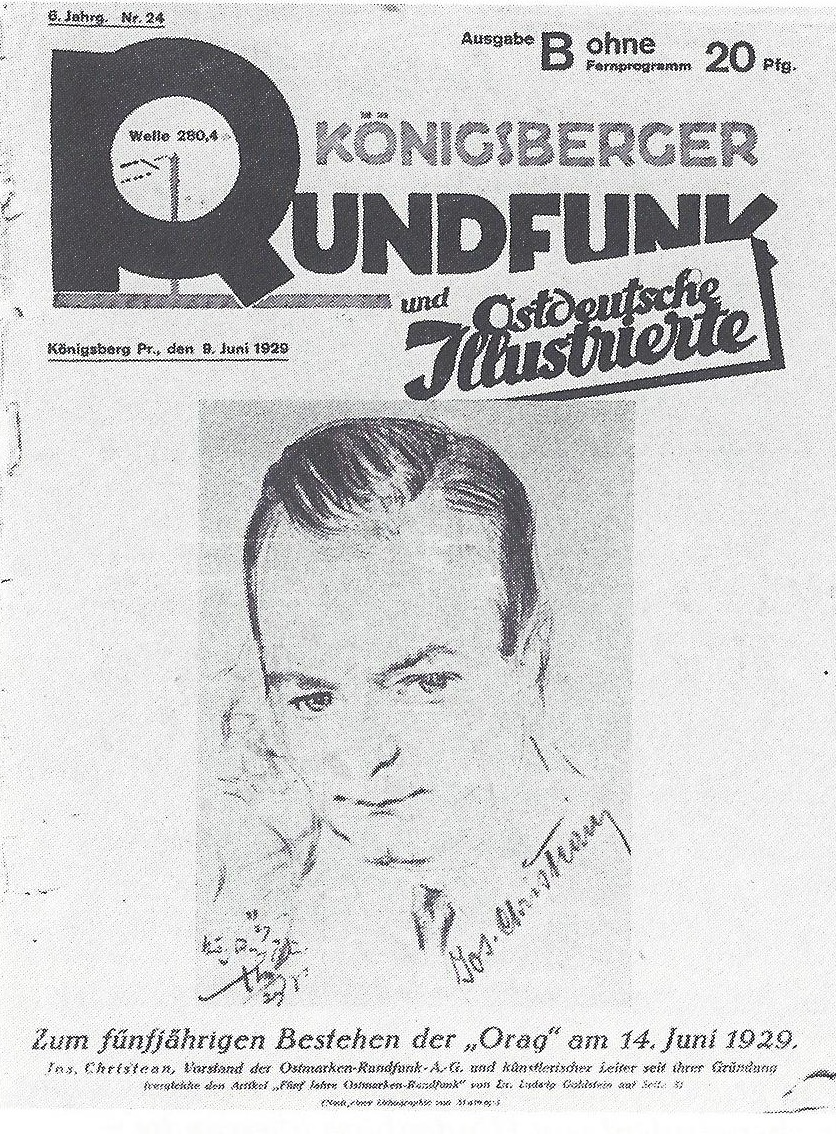
Programmheft (1929)

Zu Anfang bestand das Programm lediglich aus zwei Nachrichtensendungen (um 10 und 14 Uhr), der Ausstrahlung des Zeitzeichens und den Börsennachrichten.

## Persönlichkeiten
- Helmut Koch, Dirigent und Chorleiter
- Walter Hilpert, Intendant des NDR, lernte sein Handwerk bei der ORAG
- Hermann Scherchen, Dirigent des ORAG-Symphonieorchesters, damals die beherrschende Gestalt des Königsberger Musiklebens
- Leo Borchard
- Ruth Geede